# Neoclytus curvatus
Neoclytus curvatus är en skalbaggsart som först beskrevs av Ernst Friedrich Germar 1821.  Neoclytus curvatus ingår i släktet Neoclytus och familjen långhorningar.
Artens utbredningsområde är:
- Paraguay.
- Uruguay.

Inga underarter finns listade i Catalogue of Life.